# Referendum o zakonu o RTV Slovenija (2010)
Zakonodajni referendum o Zakonu o Radioteleviziji Slovenija (ZRTVS-2) je bil izveden 12. decembra 2010. Za zakon je glasovalo 27,67 % udeležencev, 72,33 % pa jih je glasovalo proti. Volilna udeležba je bila 14,78 %.

## Ozadje
20. oktobra 2010 je bil sprejet nov zakon o RTV. Levosredinska vlada je z novim zakonom poskušali izničiti spremembe, ki jih je ustoličil zakon o RTV iz leta 2005. Zakonske spremembe iz leta 2005 so bile deležne očitkov, da gre za poskus politizacije javnega medija. Ker je bil zakon o RTV leta 2005 (s tesno večino) potrjen na referendumu, je ob poskusu vnovične reforme leta 2010 opozicija zahtevala, da se o ponovnih spremembah zakona načelnostno spet odloča na referendumu.
Namen zakonskih sprememb je bil med drugim zamejitev političnega vpliva na medij. Zakon bi med drugim spremenil status zavoda v pravno osebo javnega prava in po novem zagotavljal tudi vsebine za pripadnike narodnih skupnosti republik nekdanje Jugoslavije. Zaradi omenjenih določil so poslanci SDS, SNS skupaj z enim poslancem SD vložili zahtevo za referendumsko presojo zakona.
Osnutku novega zakonu so marca 2010 nasprotovanje izrekli v Sindikatu kulturnih in umetniških ustvarjalcev RTV Slovenija, saj bi po njihovo omogočil nesprejemljivo visoke plače in nagrade za vodilne zaposlene na RTV, kar bi porušilo vrednostra razmerja poklicev na RTV in razmerja do drugih dejavnosti v gospodarstvu in javnem sektorju. Predsednik sindikata je tudi navedel nejasnosti o statusu zaposlenih v zavodu, ki pod določili zakona ne bi več veljali za javne uslužbence, kljub temu, da bi RTV deloval z namenom javne službe in bi bil pravna oseba kulturnega in javnega pomena.

## Referendum in rezultati
Zakonske spremembe so bile na referendumu odločno zavrnjene, a ob zelo nizki volilni udeležbi, kar je bilo smatralo za znak nezadovoljstva slovenske javnosti s pogostostjo referendumov v državi.